# Grégory Bourillon
Grégory Bourillon (ur. 1 lipca 1984 w Laval) – francuski piłkarz grający na pozycji środkowego obrońcy lub defensywnego pomocnika.

## Kariera klubowa
Bourillon pochodzi z miasta Laval. Karierę zawodniczą rozpoczął w Bretanii. Wychował się w tamtejszym klubie Stade Rennais FC. Najpierw trenował w szkółce piłkarskiej, a w 2002 roku awansował do składu pierwszej drużyny Rennes. W Ligue 1 zadebiutował 23 listopada w zremisowanym 0:0 wyjazdowym spotkaniu z OGC Nice. Od czasu debiutu zaczął grać w pierwszym składzie Bretończyków. W 2003 roku wraz z młodzieżową drużyną wygrał Coupe Gambardella. W sezonie 2003/2004 i 2004/2005 był rezerwowym, ale w wyjściowej jedenastce ponownie grał w kolejnych dwóch sezonach. Największe sukcesy z Rennes osiągnął w latach 2005 i 2007, gdy dwukrotnie zajął z tym klubem 4. miejsce w Ligue 1. Łącznie przez pięć sezonów rozegrał dla „Les Rouges et Noirs” 91 spotkań.
W lipcu 2007 roku Bourillon przeszedł za 3,5 miliona euro do stołecznego Paris Saint-Germain. W barwach nowego klubu po raz pierwszy wystąpił 12 sierpnia w zremisowanym 0:0 wyjazdowym meczu z RC Lens. W całym sezonie 2007/2008 rozegrał 22 mecze w lidze i pomógł PSG w utrzymaniu w niej. Zdobył też Puchar Ligi Francuskiej.
1 lutego 2010 został sprzedany za ok. 1,7 miliona euro do FC Lorient.
1 lipca 2014 roku podpisał kontrakt z Stade de Reims. Z kolei w 2016 przeszedł do Angers SCO.
| Sezon   | Klub                | Kraj    | Rozgrywki | Mecze | Bramki | Rozgrywki Europy | Mecze | Bramki |
| ------- | ------------------- | ------- | --------- | ----- | ------ | ---------------- | ----- | ------ |
| 2002/03 | Stade Rennais FC    | Francja | Ligue 1   | 21    | 0      | -                | -     | -      |
| 2003/04 | Stade Rennais FC    | Francja | Ligue 1   | 17    | 0      | -                | -     | -      |
| 2004/05 | Stade Rennais FC    | Francja | Ligue 1   | 21    | 0      | -                | -     | -      |
| 2005/06 | Stade Rennais FC    | Francja | Ligue 1   | 32    | 0      | Liga Europy UEFA | 4     | 0      |
| 2006/07 | Stade Rennais FC    | Francja | Ligue 1   | 23    | 0      | -                | -     | -      |
| 2007/08 | Paris Saint-Germain | Francja | Ligue 1   | 22    | 0      | -                | -     | -      |
| 2008/09 | Paris Saint-Germain | Francja | Ligue 1   | 8     | 0      | Liga Europy UEFA | 6     | 0      |
| 2009/10 | Paris Saint-Germain | Francja | Ligue 1   | 6     | 0      | -                | -     | -      |
| 2009/10 | FC Lorient          | Francja | Ligue 1   | 10    | 0      | -                | -     | -      |
| 2010/11 | FC Lorient          | Francja | Ligue 1   | 33    | 0      | -                | -     | -      |
| 2011/12 | FC Lorient          | Francja | Ligue 1   | 20    | 1      | -                | -     | -      |
| 2012/13 | FC Lorient          | Francja | Ligue 1   | 26    | 2      | -                | -     | -      |
| 2013/14 | FC Lorient          | Francja | Ligue 1   | 29    | 0      | -                | -     | -      |
| 2014/15 | Stade de Reims      | Francja | Ligue 1   | 11    | 0      | -                | -     | -      |
| 2015/16 | Stade de Reims      | Francja | Ligue 1   | 0     | 0      | -                | -     | -      |

Stan na: grudzień 2015

## Kariera reprezentacyjna
W latach 2004–2007 Bourillon wystąpił w 19 spotkaniach młodzieżowej reprezentacji Francji U-21.